# Jüdische Gemeinde Burgebrach
Eine jüdische Gemeinde in Burgebrach wurde erstmals 1451 in einer Urkunde des Klosters Michelsberg genannt.
Aus dem Jahr 1548 ist bekannt, dass in Burgebrach ein Jude aus unbekannten Gründen erschlagen wurde. Unter Führung eines fremden Malers namens Johann Merck wurde in und um Burgebrach jüdischer Besitz geplündert, bis die Rotte halbwüchsiger Burschen durch den Vogt von Burgebrach festgenommen wurde.
Zum Rathausbau 1720 hatten jüdische Einwohner jahrelang eine Sonderabgabe zu zahlen. Im Amt Burgebrach zählte man im Jahr 1763 36 jüdische Einwohner. Fürstbischof Adam Friedrich von Seinsheim räumte der Familie von Pölnitz auf Aschbach 1773 die Vogteilichkeit der Juden in Burgebrach, Schönbrunn und Stappenbach ein.
Den Sitz eines Rabbinats konnte die bis dahin unbedeutende Judengemeinde Burgebrach am 11. Dezember 1826 dadurch erlangen, dass Burgebrach Sitz einer Polizeibehörde war, zurückzuführen auf eine Klausel im Judenedikt von 1813. Der erste Rabbiner war Bär Levi Kunreuther, der 1859 nach Nordamerika auswanderte.
1906 sollte die Gemeinde aufgelöst werden, da nur noch sieben Juden in Burgebrach lebten. Dies wurde verhindert durch Zusammenlegen mit der Gemeinde Reichmannsdorf (Schlüsselfeld).
1912 zog der Lehrer Grünebaum weg, da es seit zwei Jahren keine israelitischen Kinder mehr in Burgebrach gab.
1926 wurde die Synagoge verkauft, da sie seit langer Zeit nicht mehr als Betsaal benutzt worden war. In Burgebrach lebten zu dieser Zeit nur noch zwei Witwen und eine jüdische Familie, die 1938 als letzte jüdische Einwohner des Ortes in die USA auswanderte. Auch das rituelle Bad, das der erste Rabbiner auf seinem Grundstück eingerichtet hatte, wurde verkauft. Dort wurde später eine Garage errichtet.

## Bestattungsorte
Da die Juden in Burgebrach über keinen eigenen Friedhof verfügten, bestatteten sie ihre Toten ab Mitte des 17. Jahrhunderts in Walsdorf. Auf diesem Friedhof wurden auch Juden aus den Orten Walsdorf, Bischberg, Trunstadt und Viereth bestattet.